# Гаджиев, Расим Гаджиевич
Раси́м Гаджи́евич Гаджи́ев или Раси́м Хаджи́ (лезг. Расим Гьаджидин хва Гьаджиев; 10 июня 1941 — 7 января 2008) — советский и российский писатель, в произведениях которого с любовью описана природа и характеры жителей горного Дагестана. Народный поэт Дагестанской АССР (1974).

## Биография
Расим Гаджиев родился в 1941 году в селе Вурвар Кусарского района Азербайджана. Лезгин по национальности.
С юных лет работал оператором-бурильщиком на нефтепромыслах. Служил в рядах Советской армии. Переехал в Махачкалу, работал рабочим в порту, бетонщиком на строительстве завода сепараторных приборов, затем корректором Дагестанского книжного издательства. Печатался в республиканской газете «Коммунист» и лезгинском выпуске альманаха «Дружба». Окончил Литературный институт им. М. Горького в Москве, работал редактором лезгинского выпуска журнала «Соколёнок» («Кард»).
Член Союза писателей СССР с 1974 года.
Лауреат Республиканской литературной премии им. С. Стальского 1992 года за книгу «Легенда о Шах-Аббасе».
Награждён памятной юбилейной медалью «100 лет со дня рождения Шолохова» (2004).
Умер 7 января 2008 года.

## Творческая деятельность
Первая повесть «Мать и горы» опубликована в 1965 году в лезгинском выпуске альманаха «Дружба», отдельной книгой издана в 1967 году в Дагестанском книжном издательстве. В последующие годы на лезгинском языке изданы повести «В Катрамакане» (1971), «Свирель наших гор» (1975), роман «Песня далеких лет» (1980), сборник повестей «Под ясным небом» (1986).
На русском языке в Москве в 1976 году выходит книга повестей Расим Хаджи «Дети Самура» в переводе на русский язык Булата Окуджавы. В 1977 году повесть «Ночное свидание братьев» из этого сборника опубликована в выпуске «Всходы» «Роман-газеты». Затем, в 1978 году, она переведена на финский язык и опубликована в Петрозаводске в журнале «Пуналлиппа» и в журнале «Советская литература» на английском, немецком, французском, польском и других языках. В 1981 году повесть «Ночное свидание братьев» увидела свет в Дагучпедгизе на лезгинском языке.
В 1991 году в Дагестанском книжном издательстве вышла книга Расима Хаджи «Легенда о Шах-Аббасе».
Высоко оценил творчество Расима Хаджи талантливый дагестанский поэт Алирза Саидов и дагестанский литературный критик Камал Абуков, а также известные русские писатели Булат Окуджава и Сергей Залыгин.